# Oxford-manifest
Het Oxford-manifest, opgesteld tijdens de eerste conferentie van de Liberale Internationale in Oxford in 1947, wordt door de Liberale Internationale als de hoeksteen van het moderne liberalisme beschouwd.

## De tekst van het manifest
Wij, liberalen uit 19 landen bijeen in Oxford in een tijd van wanorde, armoede, hongersnood en angst veroorzaakt door twee wereldoorlogen;
Overtuigd dat deze toestand van de wereld grotendeels te danken is aan het negeren van liberale principes;
Bevestigen ons geloof in deze verklaring:

### I
1. De mens is eerst en vooral een wezen begiftigd met het vermogen tot onafhankelijk denken en handelen, en met het vermogen goed van kwaad te onderscheiden.
2. Respect voor de individuele mens en voor de familie is de ware hoeksteen van de samenleving.
3. De staat is slechts het instrument van de gemeenschap; de staat zal geen macht naar zich toe trekken die strijdig is met de fundamentele rechten van de burger of met de voorwaarden noodzakelijk voor een verantwoordelijk en creatief leven, namelijk:
Persoonlijke vrijheid, gegarandeerd door de onafhankelijkheid van de rechterlijke macht; 
De vrijheid van geloof en geweten; 
De vrijheid van meningsuiting en drukpers; 
De vrijheid zich te verenigen of niet te verenigen; 
De vrije keuze van beroep; 
De gelegenheid tot een volledige en gevarieerde opleiding naargelang van talent en onafhankelijk van stand en middelen; 
Het recht op privaat bezit en het recht een eigen onderneming te beginnen; 
De vrije keus van consumenten en de gelegenheid het volledig resultaat te oogsten van de aarde en het werk der mensen; 
Bescherming tegen de gevaren van ziekte, werkloosheid, handicap en ouderdom; 
Gelijke rechten van man en vrouw. 
Deze rechten en voorwaarden kunnen alleen door een echte democratie gegarandeerd worden. Echte democratie is onscheidbaar van politieke vrijheid en is gebaseerd op de gewetensvolle, vrije en verlichte wil van de meerderheid, uitgedrukt middels vrije en geheime verkiezingen, met het vereiste respect voor de meningen en vrijheden van de minderheid.

### II
1. De onderdrukking van economische vrijheid zal leiden tot het verdwijnen van politieke vrijheid. We verzetten ons tegen die onderdrukking, of die nu veroorzaakt wordt door staatseigendom of -controle of door private monopolies en kartels. We laten staatseigendom slechts toe voor die ondernemingen die buiten het bereik van de private sector zijn of waar concurrentie niet langer een rol speelt.
2. De welvaart van de gemeenschap komt voor alles en moet beschermd worden tegen machtsmisbruik door deelbelangen.
3. Een continue verbetering van de arbeidsvoorwaarden en van de huisvesting en werkomgeving van de arbeiders is noodzakelijk. De rechten, plichten en belangen van arbeid en kapitaal vullen elkaar aan; georganiseerd overleg en samenwerking tussen werkgevers en werknemers is essentieel voor het goed functioneren van de industrie.

### III
Verantwoordelijkheid is het noodzakelijk complement van vrijheid en elk recht heeft een corresponderende plicht. Als vrije instellingen effectief moeten functioneren, dient iedere burger een gevoel van morele verantwoordelijkheid tegenover de medeburger te hebben en een actieve rol te spelen in zaken van de gemeenschap.

### IV
Oorlog kan worden voorkomen en wereldvrede en economische vooruitgang hersteld worden alleen dan als alle naties de volgende voorwaarden vervullen:
a) Loyale deelname aan een wereldorganisatie van alle naties, groot en klein, allen gelijk en onder dezelfde wet, en met de macht de strikte naleving van alle vrij aangegane internationale verplichtingen af te dwingen.
b) Respect voor het recht van elke natie de essentiële persoonlijke vrijheden te genieten;
c) Respect voor het geloof, de taal, wetten en gewoonten van nationale minderheden;
d) de vrije uitwisseling van ideeën, nieuws, goederen en diensten tussen naties, evenals de vrijheid te reizen in en tussen landen, ongehinderd door censuur, handelsbarrières en wisselbeperkingen;
e) De ontwikkeling van de achtergebleven gebieden in de wereld, in samenwerking met de inwoners, in hun reëel belang en in het belang van de wereld als geheel.
Wij roepen alle mannen en vrouwen die zich kunnen verenigen met deze idealen en principes op samen met ons te werken aan de wereldwijde aanvaarding daarvan.